# Метјуз (Вирџинија)
Метјуз (енгл. Mathews) насељено је место без административног статуса у америчкој савезној држави Вирџинија.

## Демографија
По попису из 2010. године број становника је 555.
| Група             | 2000.    | 2010.       |
| Белци             | 0 (0,0%) | 475 (85,6%) |
| Афроамериканци    | 0 (0,0%) | 49 (8,8%)   |
| Азијати           | 0 (0,0%) | 0 (0,0%)    |
| Хиспаноамериканци | 0 (0,0%) | 4 (0,7%)    |
| Укупно            | 0        | 555         |